# Podiceps taczanowskii
Podiceps taczanowskii е вид птица от семейство Podicipedidae. Видът е критично застрашен от изчезване.

## Разпространение
Видът е разпространен около езеро Хунин в Перу.